# Pardusko
Pardusko (Nephelornis oneilli) är en fågel i familjen tangaror inom ordningen tättingar.

## Utbredning och systematik
Fågeln förekommer i Anderna i centrala Peru (San Martín, La Libertad och Huánuco). Den placeras som enda art i släktet Nephelornis.

## Status
Arten har ett begränsat utbredningsområde, men beståndet anses vara stabilt. IUCN kategoriserar arten som livskraftig.